# Криклейд
Кри́клейд (англ. Cricklade) — город в графстве Уилтшир на юго-западе Англии. Город основан в конце IX века и пережил период экономического расцвета в Средние века. Население по данным переписи 2011 года 4227 человек.

## География
Криклейд расположен в северной части графства Уилтшир. Город находится на берегах Темзы в месте, где эта река становится судоходной, и основан у места пересечения Темзы и римской дороги, ведущей из Силчестера в Сайренсестер (так называемой Эрмин-стрит). На сайте Уилтшира город называют «Первым городом на Темзе и Южными воротами в Котсуолдс».
Рядом с городом проходит четырёхрядная автомагистраль A419, соединяющая Сайренсестер и развязку 15 на автомагистрали М4. Криклейд связывает с Суиндоном, Сайренсестером и Челтнемом регулярный автобусный маршрут. Кроме того, между Суиндоном и Криклейдом действует короткая железнодорожная ветка, по которой ходят старинные поезда. Через Криклейд проходит национальный пешеходный маршрут Темс-Пат (англ. Thames Path National Trail).

## История
Не обнаружено археологических свидетельств человеческой деятельности в районе современного Криклейда в доримскую эпоху. В западной и северной части города обнаружено множество предметов римского периода (I—IV вв. н. э.) — керамическая посуда, монеты, мозаичные плитки. Восточнее современного города располагалась большая вилла римской планировки с гипокаустом, а на месте самого Криклейда, по-видимому, находились лишь сельскохозяйственные поселения, жители которых покинули их к началу англосаксонского периода.
Наиболее раннее англосаксонское поселение в районе Криклейда, вероятно, возникло на месте современной деревни Челуэерт, в месте впадения в Темзу одного из её притоков. Возможно, к 688 году на месте Криклейда уже снова располагались сельскохозяйственные земли, так как существует документ о приобретении 100 наделов земли в этих местах королём Бальдредом (ленником Западносаксонского королевства) у аббата Альдхельма. Первоначально центр этого владения находился, по-видимому, в Челуэрте, но был перенесён в Криклейд после постройки крепостных стен. Это строительство проходило около 880 года, и в черте города сохранилась ранее построенная сельская церковь Св. Сампсония. Новый бург был, вероятно, частью системы фортификационных сооружений, возводившейся Альфредом Великим для защиты от вторжения данов из Мерсии, хотя Британская энциклопедия указывает, что статус боро Криклейд получил несколькими годами ранее — в 871 году. Первоначальные земляные укрепления в начале X века были заменены на каменные, но век спустя в результате успешной экспансии Кнуда Великого, захватившего данные земли, фортификации были приведены в негодность, каменная облицовка стен разрушена, а внутренний ров засыпан. В первой половине XII века, в условиях безвластия в регионе, укрепления были не только восстановлены, но и усилены, так что их остатки сохранились вплоть до XIX—XX веков.
В X и XI веках Криклейд переживал экономический расцвет. Начиная с правления короля Этельстана (925—939) и вплоть до царствования Вильгельма Рыжего (1087—1100) в городе чеканилась монета. С 1139 года Уилтшир стал ареной борьбы между королевой Мод и Стефана Блуаского, и стороннику первой Вильгельму Дуврскому была поручена оборона замка Криклейд в 1144—1145 годах. Его сменил в должности кастеляна Филип, сын Роберта Глостерского, но в 1147 году он переметнулся на сторону Стефана, и в том же году город успешно выдержал попытку штурма войсками Генриха Анжуйского.
К 1225 году через Темзу рядом с Криклейдом был наведён постоянный мост. Городская экономика продолжала процветать, в XII веке в городе имелось самоуправление, его жителям было даровано освобождение от дорожного сбора. В 1257 году Криклейд получил привилегию проведения ярмарок; первые, трёхдневные, ярмарки проводились на день Св. Матфея, в последнюю декаду сентября, а к середине XVII века число ежегодных ярмарок достигло четырёх. Начиная с 1275 года город практически постоянно, за исключением периода 1332—1362 годов, был представлен в английском парламенте двумя-тремя депутатами (в 1275 году как город с правом рыночной торговли, а с 1295 года как боро). В правление Генриха III в Криклейде появилась больница. В XIII веке в городе велась торговля вином и, вероятно, имелась ювелирная мастерская, в XIII—XIV веках через него шла в Лондон шерсть из Фландрии. К XVII веку в Криклейде появился крытый рынок, просуществовавший до 1814 года. Периодически замок Криклейда продолжал выполнять и военные функции, а в XIV веке составлял часть приданого английских королев.
Хотя экономический кризис, вызванный гражданской войной в середине XVII века, затронул Криклейд, как и всю остальную Англию, город пережил его сравнительно безболезненно, основные военные действия также обошли его стороной. Рост Криклейда продолжался, а в начале XVIII века даже ускорился. К 1840 году в Криклейде работали кожевенное и металлоплавильное производства — здание железной мануфактуры было снесено в 1860 году, и на его месте построена школа. В то же время Криклейд выделялся среди остальных городов Уилтшира тем, что вплоть до 1875 года в нём не было банка. Если в XVII веке городской пожар пришлось тушить пожарным из Сайренсестера, то с 1858 года в Криклейде существовала собственная добровольная пожарная команда, оплачиваемая по подписке. В 1861 году построена городская ратуша (новое здание возведено в 1933 году). С 1830 года в городе действовало почтовое отделение, около 1859 года началась прокладка газового освещения, а в конце 1920 — начале 1930-х годов Криклейд был электрифицирован.

## Население
По данным переписи населения 2011 года, в Криклейде проживали 4227 человек — рост на 2 % по сравнению с переписью 2001 года и в 2,25 раза по сравнению с 1951 годом. Дети и подростки до 17 лет включительно составляли по оценке на 2018 год 18 % жителей города, жители пенсионного возраста (65 лет и старше) — 26 %. Криклейд населяют преимущественно белые уроженцы Великобритании (христианского вероисповедания или неверующие) — иммигрантов из других стран, включая Ирландию, в 2011 году насчитывалось лишь около 200 человек, представителей этнических меньшинств менее 100 человек. Часть рабочих мест в городе предоставляют перчаточная фабрика и молокозавод, расположенный за городской чертой.

## Культура и спорт
С 1926 по 1935 год в Криклейде действовал кинотеатр. Городская библиотека в той или иной форме существует с 1924 года, и с 1971 года её услуги стали постоянными. В 1950 году Историческое общество Криклейда открыло краеведческий музей, с 1986 года располагающийся в бывшей баптистской церкви. С 1976 по 1997 год в городе проходил ежегодный музыкальный фестиваль.
К 1884 году в Криклейде действовал крикетный клуб, продолжающий функционировать и в XXI веке. Местный футбольный клуб создан не позднее 1920-х годов. В разные периоды существовали охотничий и теннисный клубы; в конце XX века открылся новый гольф-клуб, а в начале следующего века — регбийный.

## Города-побратимы
- Франция, Сюсе-сюр-Эрдр (с 1990)[9]